# Harmonikören
Harmonikören i Ystad startade som en manskör år 1896 på initiativ av kantorn John Jönsson, Stora Herrestad. Ett antal stora personligheter har verkat under körens historia, varav kan nämnas musikdirektörerna Sven Körling och August Körling. Kören verkar i Ystad med omnejd och sjunger såväl sakrala som profana stycken. Dirigent sedan 2013 är Violeta Todorov och Kjell Edstrand för manskören sedan 2021. Sedan 2019 innehåller Harmonikören även damkören Via Musika, som dirigeras av Violeta Todorova. 